# نصف‌النهار ۸۰ درجه غربی
نصف‌النهار ۸۰ درجه غربی ۸۰مین نصف‌النهار غربی از گرینویچ است که از لحاظ زمانی ۵ساعت و ۲۰دقیقه با گرینویچ اختلاف زمانی دارد.
این نصف‌النهار از قطب شمال شروع و از مناطق زیر گذشته و به قطب جنوب ختم می‌شود.
- کانادا
- ایالات متحده آمریکا
- اقیانوس آرام